# Кянда (приток Тяньги)
Кянда — река в России, протекает по Башмаковскому району Пензенской области (у села Кянда (Пензенская область). Устье реки находится в 31 км по левому берегу реки Тяньга. Длина реки — 12 км.

## Данные водного реестра
По данным государственного водного реестра России относится к Окскому бассейновому округу, водохозяйственный участок реки — Цна от города Тамбов и до устья, речной подбассейн реки — Мокша. Речной бассейн реки — Ока.
Код объекта в государственном водном реестре — 09010200312110000029713.